# РПВ-16
РПВ-16 (абр. від реактивний піхотний вогнемет) — український динамореактивний гранатомет з термобаричним боєприпасом одноразового використання.

## Історія
Представлений під час демонстрації нових розробок концерну Укроборонпром на полігоні в Чернігівській області в кінці липня 2017 року. Розроблений Державним науково-дослідним інститутом хімічних продуктів.
В липні 2018 року НДІ Хімічних продуктів налагодив серійне виробництво реактивних вогнеметів РПВ-16.
У жовтні 2018 року перші вогнемети були передані на озброєння української армії.

## Опис
Гранатомет має вигляд пускового контейнеру з попередньо встановленим боєприпасом. Постріл із РПВ-16 виконується за допомогою пускового пристрою ПП РПВ-16, що приєднується до пускового контейнера безпосередньо перед використанням. Пусковий пристрій має запобіжний механізм, який знімається перед пострілом. Натискання на спусковий гачок генерує електричний імпульс, що запалює реактивний двигун вогнемета.
Сам боєприпас складається з бойової термобаричної частини ТБЧ РПВ-16 і порохового реактивного двигуна, який кріпиться до ТБЧ РПВ-16 у хвостовій частині, розганяє боєприпас та відділяється під час польоту. Бойова частина має масу 4 кг, вона споряджена термобаричною сумішшю об’ємного вибуху, здатну знищувати живу силу й легкоброньовану техніку противника. ТБЧ РПВ-16 має циліндричний корпус, оснащений напівсферичним обтічником. Ззаду на корпусі розміщено розкладні стабілізатори.
Влучивши у ціль, заряд бойової частини підривається і розпорошується, утворюючи хмару аерозолю діаметром 7-8 м, що за рахунок турбулентності змішується з повітрям. За 0,2 секунди аерозоль вибухає, формуючи вогняну хмару об’ємом 120 кубометрів. Температура згоряння такого аерозолю сягає 2500°C. Бойова частина додатково має осколковий ефект, що вражає супротивника на відстані понад 25 м.

## Оператори
- Україна: Перша партія надійшла 2018 року.[2] В жовтні 2019 року до Збройних Сил України було передано майже 400 одиниць вогнеметів РПВ-16 та пускових пристроїв до них.[3]

## Застосування
У Збройних силах України вогнеметами РПВ-16 здебільшого оснащені бійці підрозділів радіаційного, хімічного та бактеріологічного захисту (РХБЗ). Вони мають здійснювати вогневу підтримку розвідувальних та інженерних підрозділів, знищуючи живу силу противника. За допомогою цього вогнемета не тільки вражається жива сила, техніка і споруди, але й створюються пожежі у районах бойових дій для дезорганізації сил противника. За словами військових, така зброя особливо ефективна під час штурмових дій у населених пунктах. Наприклад, при влучанні у житловий будинок дах просто зриває, тому шансів на виживання у противника, який сховався у будівлі, майже немає.